# Hesperonychus
Hesperonychus é um gênero de dinossauro terópode da família Dromaeosauridae, do período Cretáceo Superior, encontrada na Formação Park, Canadá. Ah uma única espécie descrita para o gênero Hesperonychus elizabethae.